# Chikila
Chikila ist eine Gattung der Schleichenlurche, es ist die einzige Gattung innerhalb der, damit monotypischen, Familie Chikilidae. Diese wurde 2012 auf der Basis molekularbiologischer Untersuchungen als neue Familie beschrieben.

## Merkmale
Chikila hat wie die Gattungen Boulengerula und Herpele aus der Schwesterfamilie der Herpelidae keine Septomaxilla im Bereich der Nasenlöcher. Sie hat wie diese beiden Gattungen  perforierte Steigbügel. Sie unterscheidet sich jedoch von ihnen dadurch, dass das Frontale, hinter Keilbein und Siebbein, nicht zum Dach der Hirnschale beiträgt, dass sie nur ein ungeteiltes Foramen gegenüber der Ohröffnung haben. Sie haben außerdem zwei Zahnreihen im Unterkiefer und keine Präfrontale.
Die Arten sind eierlegend mit direkter Entwicklung.

## Systematik
Die einzige beschriebene Art der Familie und damit die Typusart der Gattung Chikila war zum Zeitpunkt der Beschreibung der Familie Chikila fulleri (vorher Herpele fulleri Alcock, 1904). Daneben gehören der Familie mehrere bisher unbeschriebene Chikila-Arten an, die mit dieser Typusart phylogenetisch näher verwandt sind als mit der in Afrika beheimateten Herpele squalostoma. 2013 wurden mit Chikila alcocki, C. darlong und C. gaiduwani drei weitere Arten beschrieben.

## Vorkommen
Chikila-Arten sind in den nordöstlichen indischen Bundesstaaten Arunachal Pradesh, Assam, Meghalaya, Nagaland und Tripura relativ häufig.